# Erynnis
Erynnis es un género de mariposa ditrysia de la familia Hesperiidae.(Schrank, 1801).

## Especies y subespecies
Listado alfabético.
- Erynnis afranius (Lintner, 1878) –
- Erynnis baptisiae (Forbes, 1936) –
- Erynnis brizo (Boisduval & Le Conte, [1837])
- Erynnis brizo burgessi (Skinner, 1914) –
- Erynnis funeralis (Scudder & Burgess, 1870) –
- Erynnis horatius (Scudder & Burgess, 1870) 
  - Erynnis icelus (Scudder & Burgess, 1870) –
- Erynnis juvenalis (Fabricius, 1793) –
- Erynnis lucilius (Scudder & Burgess, 1870)
  - Erynnis martialis (Scudder, 1869) –
- Erynnis marloyi (Boisduval, [1834])
- Erynnis mercurius (Dyar, 1926)
- Erynnis montanus (Bremer, 1861)
- Erynnis meridianus Bell, 1927
- Erynnis pacuvius (Lintner, [1878])
- Erynnis pacuvius callidus (Grinnell, 1905)
- Erynnis pathan Evans, 1949
- Erynnis pelias (Leech, 1891)
- Erynnis persius (Scudder, 1863) –
- Erynnis persius fredericki (HA Freeman, 1943)
- Erynnis popoviana Nordmann, 1851
- Erynnis propertius (Scudder & Burgess, 1870)
- Erynnis scudderi (Skinner, 1914)
- Erynnis tages (Linnaeus, 1758)
- Erynnis telemachus Burns, 1960
- Erynnis tristis (Boisduval 1852)
- Erynnis tristis tatius (WH Edwards, 1882)
- Erynnis zarucco (Lucas, 1857)